# Cristina Branco (andebolista)
Cristina Direito Branco ou Branca (Luanda, 15 de março de 1985) é uma andebolista profissional angolana.

## Carreira
Ela representou seu país, Angola, nos Jogos Olímpicos de Verão de 2012.
Ela representou a Seleção Angolana de Handebol Feminino nos Jogos Olímpicos de Verão de 2016, que chegou as quartas-de-finais.